# Arbeitsgericht Schönberg
Das Arbeitsgericht Schönberg war ein Gericht der Arbeitsgerichtsbarkeit mit Sitz in Schönberg (Mecklenburg).

## Geschichte
Gemäß Arbeitsgerichtsgesetz vom 23. Dezember 1926 wurden in Deutschland Arbeitsgerichte gebildet. Diese waren nur in der ersten Instanz unabhängig, die Landesarbeitsgerichte waren den Landgerichten zugeordnet. Am Landgericht Güstrow entstand so 1927 das Landesarbeitsgericht Neustrelitz als einziges Landesarbeitsgericht in Mecklenburg-Strelitz. In Schönberg entstand das Arbeitsgericht Schönberg. Sein Sprengel umfasste den Bezirk des Amtsgerichts Schönberg. Es bestand je eine Kammer für Arbeiter und für Angestellte und für Handwerk. Es hatte seinen Sitz in der Amtsstraße.
Im Jahre 1934 wurden Mecklenburg-Schwerin und Mecklenburg-Strelitz zusammengeschlossen. Hierbei wurde das Landesarbeitsgericht Neustrelitz aufgelöst und das Landesarbeitsgericht Güstrow Landesarbeitsgericht für ganz Mecklenburg.
Nach der Besetzung Deutschlands durch die Alliierten wurden 1945 zunächst alle Gerichte geschlossen. Die ordentlichen Gerichte wurden schon bald wieder eröffnet, während die Arbeitsgerichte zunächst außer in Hamburg nicht wieder eingerichtet wurden, so dass arbeitsgerichtliche Streitigkeiten von den ordentlichen Gerichten erledigt werden mussten. Gemäß Kontrollratsgesetz 21 sollten in Deutschland Arbeitsgerichte aufgebaut werden. So wurde in Schönberg das Arbeitsgericht neu gebildet. In der DDR bestanden 1952 bis 1963 Arbeitsgerichte auf Kreis- und Bezirksebene. Nachdem diese 1963 in die Kreis- und Bezirksgerichte integriert worden waren, gab es keine gesonderten Arbeitsgerichte mehr.
Nach dem Zusammenbruch der DDR entstand das Arbeitsgericht Schönberg 1991 durch das Gerichtsstrukturgesetz vom 19. März 1991 nicht neu.